# Arciere

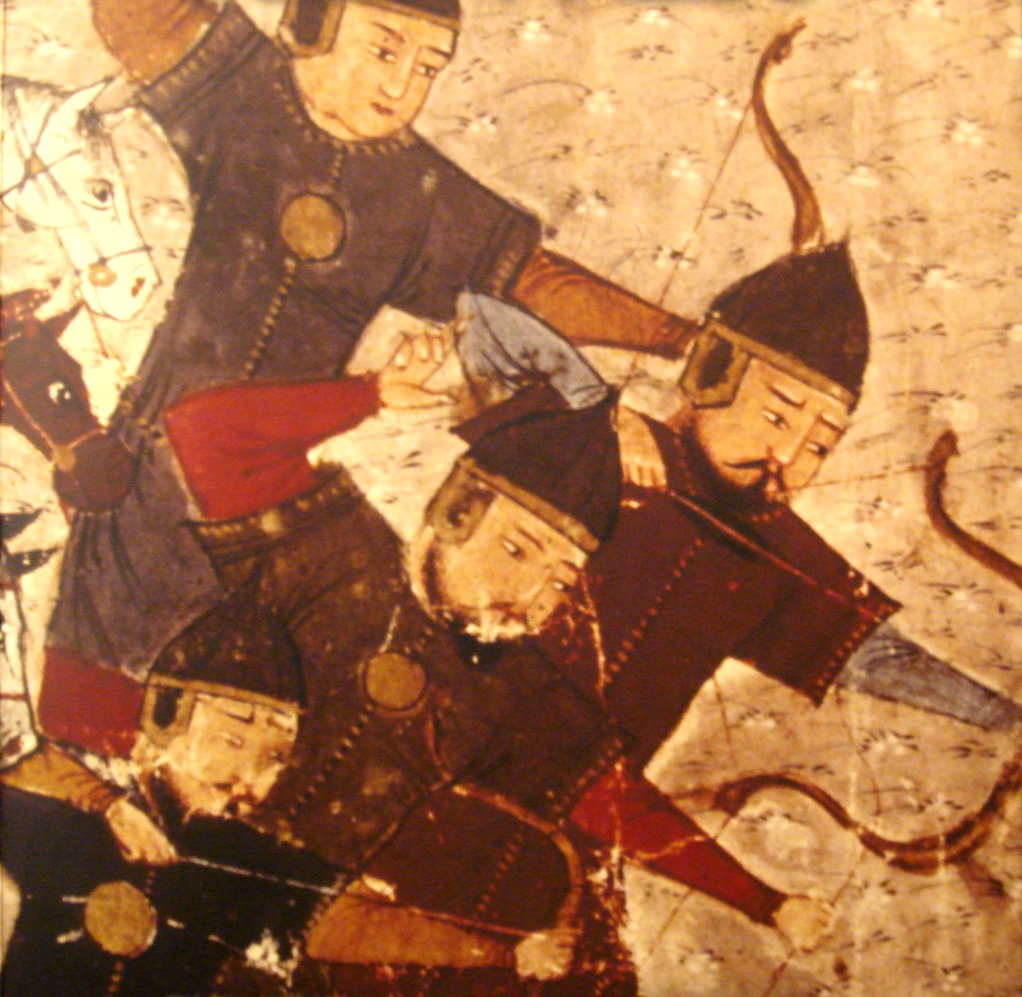
Arcieri mongoli del XIII secolo

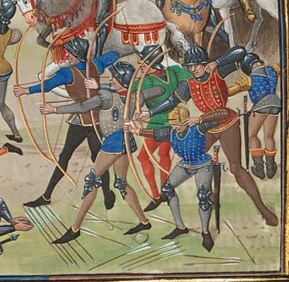
Arcieri inglesi durante la battaglia di Crécy

L'arciere è un soldato armato di arco.
Nonostante l'uso dell'arco come arma sia attestato già nel Paleolitico superiore, il declino del ruolo dell'arciere in ambito bellico si ha con la diffusione delle armi da fuoco.

## Arcieri a cavallo

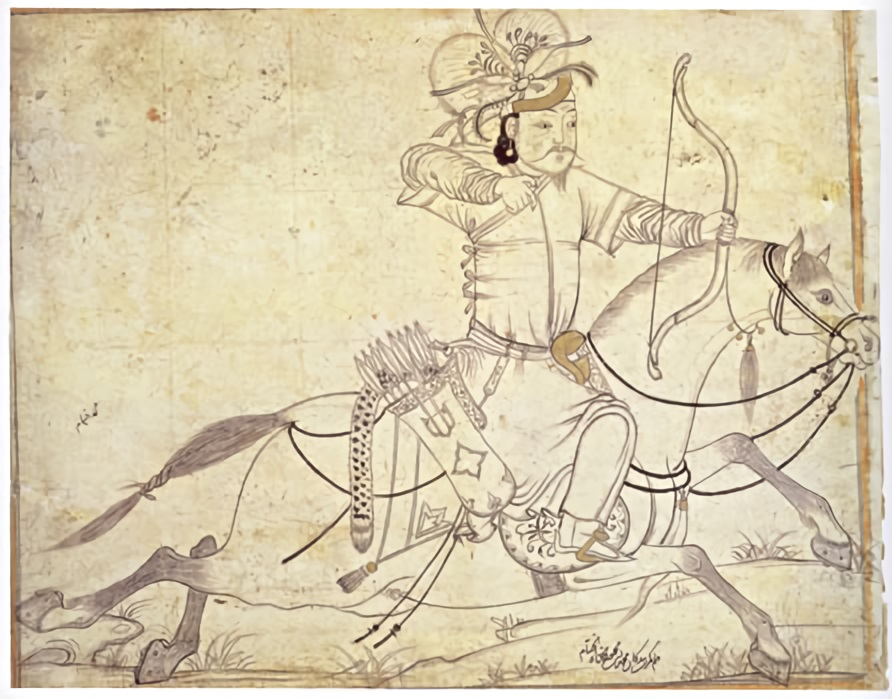
Arciere a cavallo

In passato alcuni popoli, come gli Unni, i Mongoli, i Tartari, i Selgiuchidi, i Nativi americani settentrionali hanno fatto dell'arciere a cavallo la loro unità militare principale. Questa figura sfruttava la propria abilità per scoccare frecce sul nemico appiedato per poi allontanarsi quando esso lo carica a sua volta. 
Le tattica più nota (anche grazie alle pellicole western) consiste nell'attaccare girando in cerchio: i cavalieri scoccano le frecce quando sono vicini al nemico e ricaricano mentre completano il giro, continuando fino all'esaurimento delle munizioni, dei nemici o fino a nuovo ordine. Questa tecnica assicura un gettito costante di frecce sul nemico. Questa tattica in particolare fu usata dagli Unni e risultò micidiale contro la fanteria pesante romana.
Romani, Unni, Numidi, Parti, Persiani, Iberi e tantissimi altri popoli dell'antichità del bacino del Mediterraneo hanno sfruttato gli arcieri a cavallo, anche se molti di essi soprattutto lanciavano o usavano giavellotti dall'alto contro le truppe appiedate (sarà con l'invenzione dell'arco composito che gli schermagliatori a cavallo cominceranno ad utilizzare gli archi in sostituzione dei giavellotti, usandoli in lontananza). Inoltre in Europa si diffonderanno i balestrieri a cavallo, dotati di balestre più maneggevoli, piccole e leggere.
Da segnalare che il concetto di cavalleria che sfrutta la propria mobilità unita ad armi dalla distanza per fiaccare i nemici più lenti non è affatto morta col Medioevo e non è solo tipica dei popoli asiatici, arabi e nord-africani. Il concetto di schermagliatore a cavallo rimarrà in vita nei beduini armati di fucile come nei Dragoni inglesi armati di pistola.
Durante la guerra dei Cento Anni nella Battaglia di Crécy e nella Battaglia di Poitiers (1356) gli Inglesi dotarono alcuni reparti di fanteria leggera di una nuova arma, l'arco lungo (long-bow), che poteva scagliare fino a cinque frecce al minuto. Gli arcieri a cavallo sono solo una parte della storia degli schermagliatori a cavallo, sebbene ne siano la massima rappresentanza.